# Hirax
Hirax — американская трэш-метал-группа.

## История
Группа основана в 1984 году в Лос-Анджелесе в составе Кэтона Де Пены (вокал), Боба Сэведжа (гитара), Гэри Монардо (бас) и Брайна Кита (барабаны). На раннем этапе исполнялась музыка в стиле новой волны британского хэви-метала. В конце 1984 года после замены Сэведжа на Скотта Оуэна, а Кита на Джона Табареса, лидер группы Де Пена под влиянием местной калифорнийской трэш-метал-сцены (Slayer, Metallica, Exodus), а также творчества Motörhead и Venom берёт аналогичный курс на более жёсткое звучание.
Группа заключает контракт с лейблом Metal Blade Records, на котором выходят первые альбомы группы – Raging Violence (1985) и Hate, Fear And Power (1986). Второй записывался с барабанщиком Эриком Брехтом (экс-D.R.I., Death), на место которого вскоре вновь вернулся Табарес. Материал представлял собой кроссовер/трэш-метал с нехарактерным для стиля высоким чистым вокалом Де Пены. Столкнувшись с давлением лейбла, требовавшим записи новых релизов в короткие сроки, группа уходит с Metal Blade.
Оставшись без лейбла, группа в 1987 году выпускает демозапись Blasted in Bangkok, параллельно Де Пена участвует в недолговечном проекте Phantasm, а в конце 1988 года, разочаровавшись в музыкальной индустрии, уходит из Hirax. На некоторое время его заменяет вокалист Exodus Пол Бэлофф, однако в 1989 группа распадается.
Hirax воссоединяются в 2000 году, издав на основанном Де Пеной собственном лейбле Black Devil Records EP El Diablo Negro. После этого старый состав группы распадается, и продолжающие студийную и концертную деятельность Hirax вступают в период постоянных замен музыкантов, неизменным фронтменом группы остаётся только Де Пена.

## Участники

### Действующие
- Кэтон Де Пена - вокал (1984–1988, 2000-)
- Лэнс Харрисон - лидер-гитара
- Стив Харрисон - бас-гитара
- Майк Вега - ударные (2014-)

### Бывшие
- Хорхе Якобеллис - ударные (2004–2005, 2008–2013)
- Гленн Роджерс - лидер-гитара (2003–2005, 2006–2007, 2008–2010)
- Фабрисио Равелли - ударные (2005–2008)

## Дискография

### Полноформатные
- Raging Violence - 1985
- Hate, Fear and Power - 1986
- New Age of Terror - 2004
- El Rostro de la Muerte - 2009
- Immortal Legacy - 2014
- Faster Than Death - 2025

### Мини-альбомы
- El Diablo Negro - 2000
- Barrage of Noise - 2001
- Assassins of War - 2007
- Chaos and Brutality - 2007

### Демоальбомы
- Hirax Demo - 1984
- Rehearsal 1 - 1985
- Rehearsal 2 - 1985
- Blasted in Bangkok - 1987

### Сборники, сплит-альбомы, синглы
- Metal Massacre VI - 1984 (Compilation)
- Best of Metal Blade, Vol. 1 - 1987 (Compilation)
- Angelican Scrape Attic - 1985 (Compilation)
- Blasted in Bangkok - 1987 (Single)
- Not Dead Yet/Not The End - 1987 (Compilation)
- Dying World (Shock) - 1997 (Single)
- Hirax/Spazz split 7"-1997 (Split EP)
- Louder Than Hell - 2005 (Split)
- Thrash 'til Death - 2006 (DVD)
- Hirax/F.K.Ü. - 2008 (Split EP)
- Levil Uniform Vol. II - 2008 (Compilation)
- Thrash and Destroy - 2008 (DVD/Live)